# Saint-Paul-lès-Durance
Pour les articles homonymes, voir Saint-Paul.
 (août 2023).
La mise en forme du texte ne suit pas les recommandations de Wikipédia : il faut le « wikifier ».
Les points d'amélioration suivants sont les cas les plus fréquents. Le détail des points à revoir est peut-être précisé sur la page de discussion.
- Les titres sont pré-formatés par le logiciel. Ils ne sont ni en capitales, ni en gras.
- Le texte ne doit pas être écrit en capitales (les noms de famille non plus), ni en gras, ni en italique, ni en « petit »…
- Le gras n'est utilisé que pour surligner le titre de l'article dans l'introduction, une seule fois.
- L'italique est rarement utilisé : mots en langue étrangère, titres d'œuvres, noms de bateaux, etc.
- Les citations ne sont pas en italique mais en corps de texte normal. Elles sont entourées par des guillemets français : « et ».
- Les listes à puces sont à éviter, des paragraphes rédigés étant largement préférés. Les tableaux sont à réserver à la présentation de données structurées (résultats, etc.).
- Les appels de note de bas de page (petits chiffres en exposant, introduits par l'outil «  Source ») sont à placer entre la fin de phrase et le point final[comme ça].
- Les liens internes (vers d'autres articles de Wikipédia) sont à choisir avec parcimonie. Créez des liens vers des articles approfondissant le sujet. Les termes génériques sans rapport avec le sujet sont à éviter, ainsi que les répétitions de liens vers un même terme.
- Les liens externes sont à placer uniquement dans une section « Liens externes », à la fin de l'article. Ces liens sont à choisir avec parcimonie suivant les règles définies. Si un lien sert de source à l'article, son insertion dans le texte est à faire par les notes de bas de page.
- La présentation des références doit suivre les conventions bibliographiques. Il est recommandé d'utiliser les modèles {{Ouvrage}}, {{Chapitre}}, {{Article}}, {{Lien web}} et/ou {{Bibliographie}}. Le mode d'édition visuel peut mettre en forme automatiquement les références.
- Insérer une infobox (cadre d'informations à droite) n'est pas obligatoire pour parachever la mise en page.

Pour une aide détaillée, merci de consulter Aide:Wikification.
Si vous pensez que ces points ont été résolus, vous pouvez retirer ce bandeau et améliorer la mise en forme d'un autre article.
Saint-Paul-lès-Durance (nom officiel selon l'INSEE) ou Saint-Paul-lez-Durance (selon l'usage sur le site et dans les documents de la municipalité) est une commune française, située dans le département des Bouches-du-Rhône en région Provence-Alpes-Côte d'Azur.
Ses habitants sont appelés les Saint-Paulais.
Sur son territoire se trouve le centre d'études nucléaires de Cadarache et le projet ITER.

## Géographie
Saint-Paul-lès-Durance se trouve à l'extrême nord-est le département des Bouches-du-Rhône, dans le massif de Concors, à 6 km de Mirabeau, et à 17 km de Pertuis. Le centre d'études nucléaire de Cadarache (CEA) est situé à cinq kilomètres du village. Deux cours d'eau principaux traversent le territoire communal, la Durance du nord-est à l'ouest, et l'Abéou du sud-est au nord-ouest.
| Mirabeau | Beaumont-de-Pertuis    | Vinon-sur-Verdon |
| Pertuis  | Saint-Paul-lès-Durance | Ginasservis      |
| Jouques  | Rians                  |                  |

La commune couvre un espace de 45,81 km2 dont la majeure partie est boisée ou rattachée au CEA et à ITER.
La situation de la commune de Saint-Paul-lès-Durance la place dans une zone dont le risque sismique est estimé entre faible et moyen, à l'instar des autres communes du nord des Bouches-du-Rhône.

### Géologie et relief
Le village est construit sur un promontoire rocheux qui le protège des crues réputées dévastatrices de la Durance.
Les aménagements opérés par l'homme ainsi que la typologie du territoire de la commune font du village une presqu'île, logée entre la Durance au nord et le canal de Provence au sud.
Massifs environnants :
- Massif du Concors. Par décret du 23 août 2013, une majorité du massif est protégée au titre des sites naturels classés. Le classement a été étendu à la commune de Saint-Paul-lez-Durance.
- Bois de la Séouve, intégré au massif de Concors,
- Montagne de Vautubière,
- Colline de Peycal (point culminant de la commune)
- Colline de San Peyre.

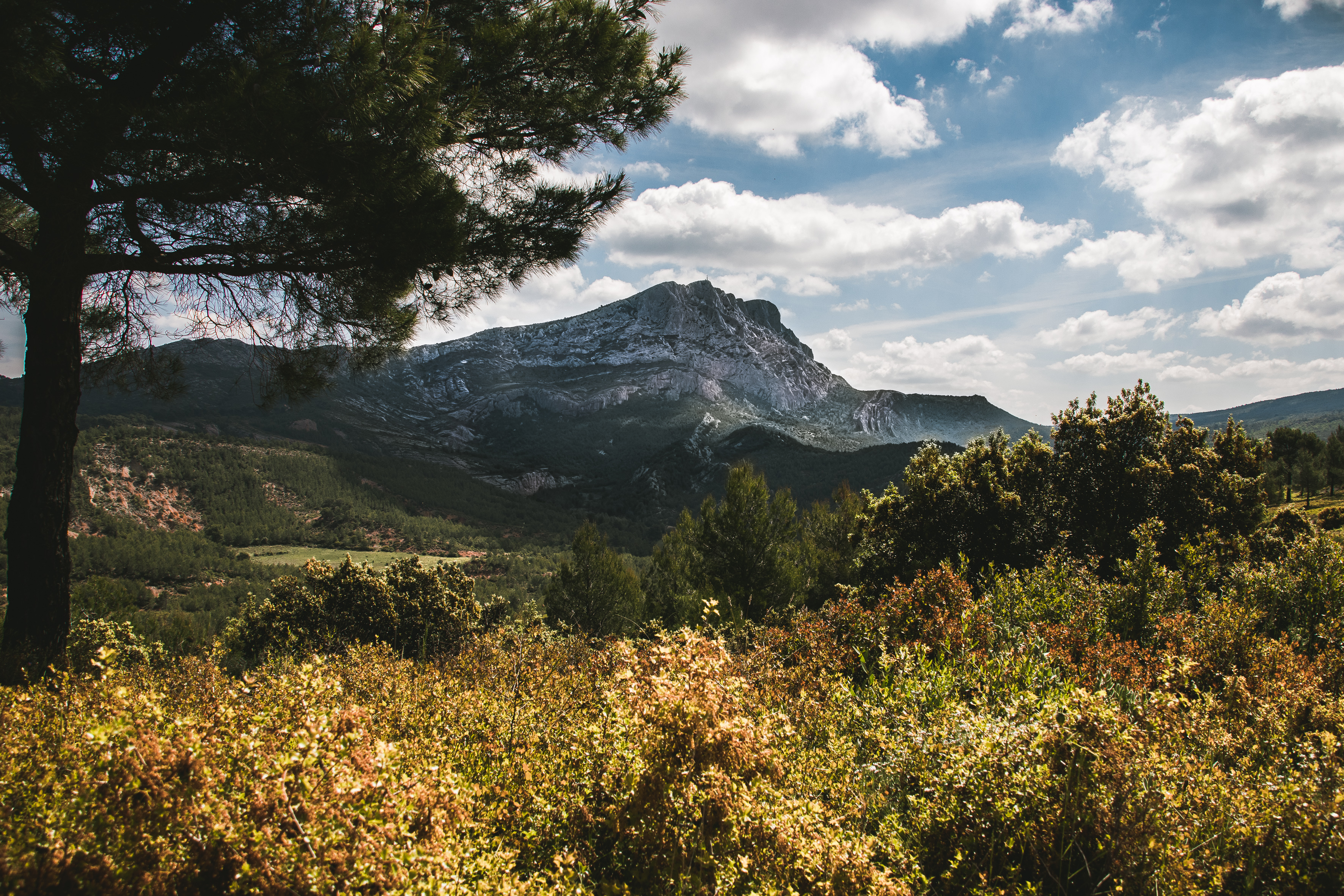
Montagne Sainte-Victoire, Aix-en-Provence
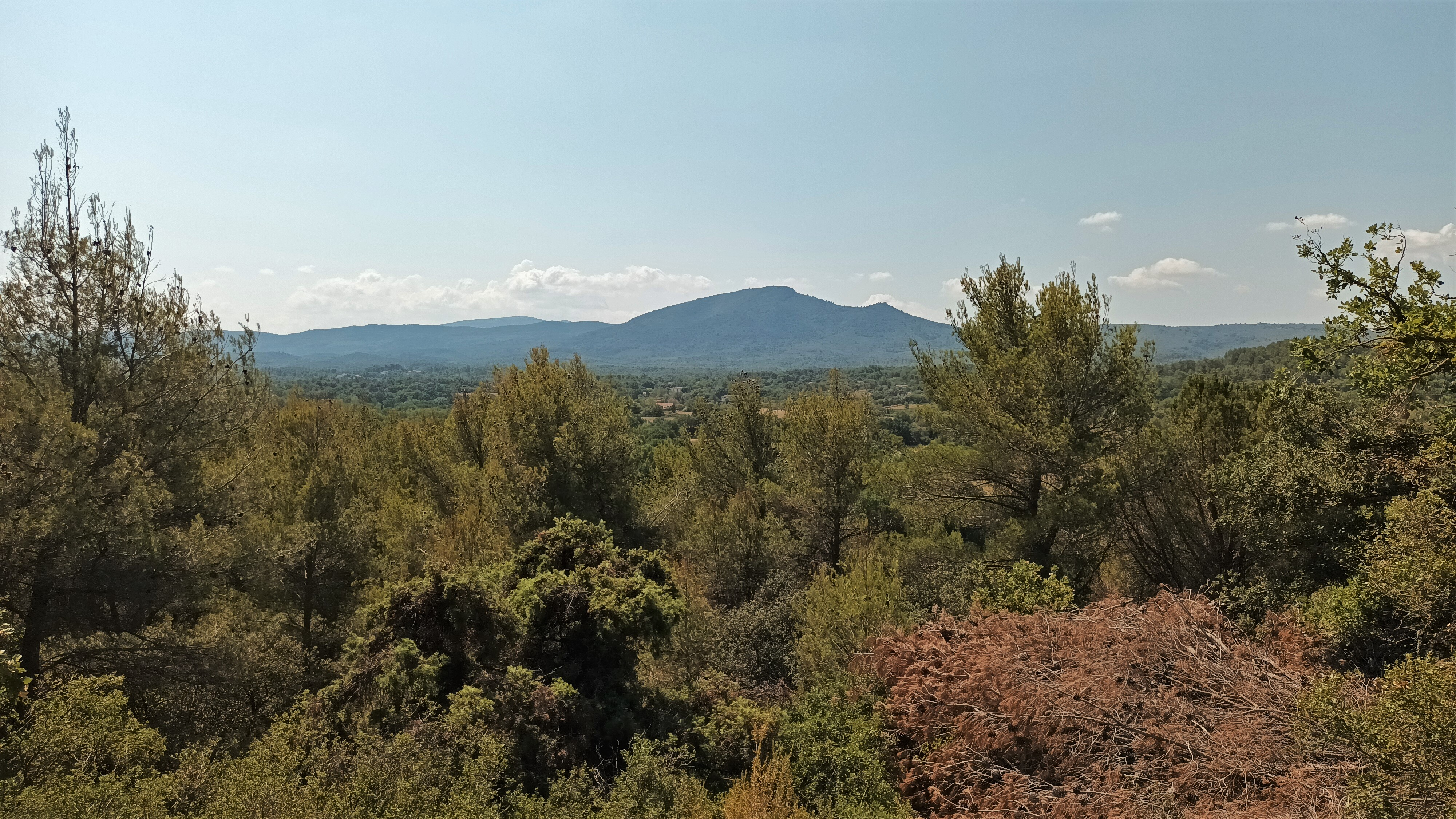
Montagne de Concors, massif Concors-Sainte-Victoire
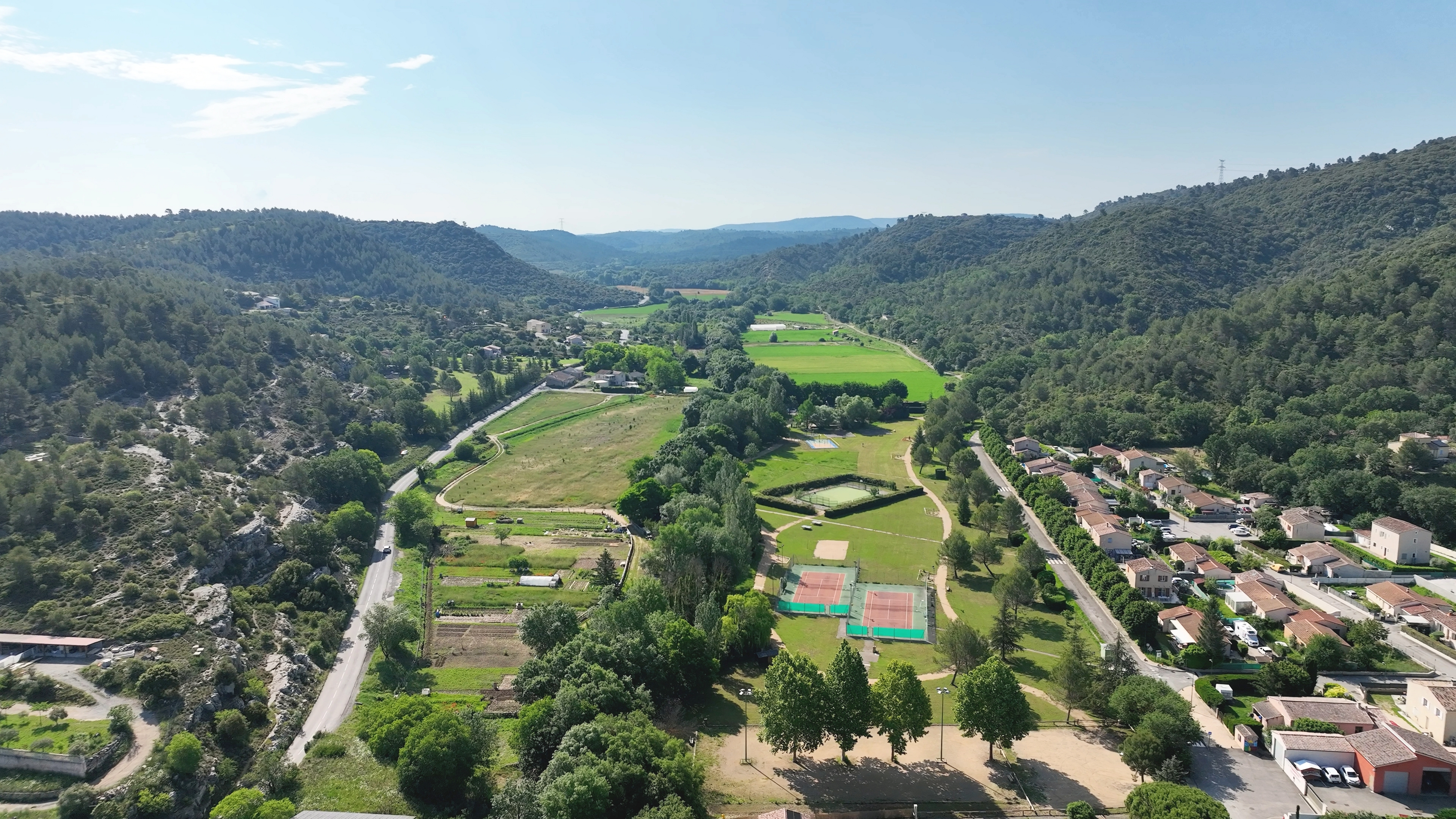
Vallée de l'Abéou entre San Peyre et Peycal, Saint-Paul-lez-Durance

### Hydrographie

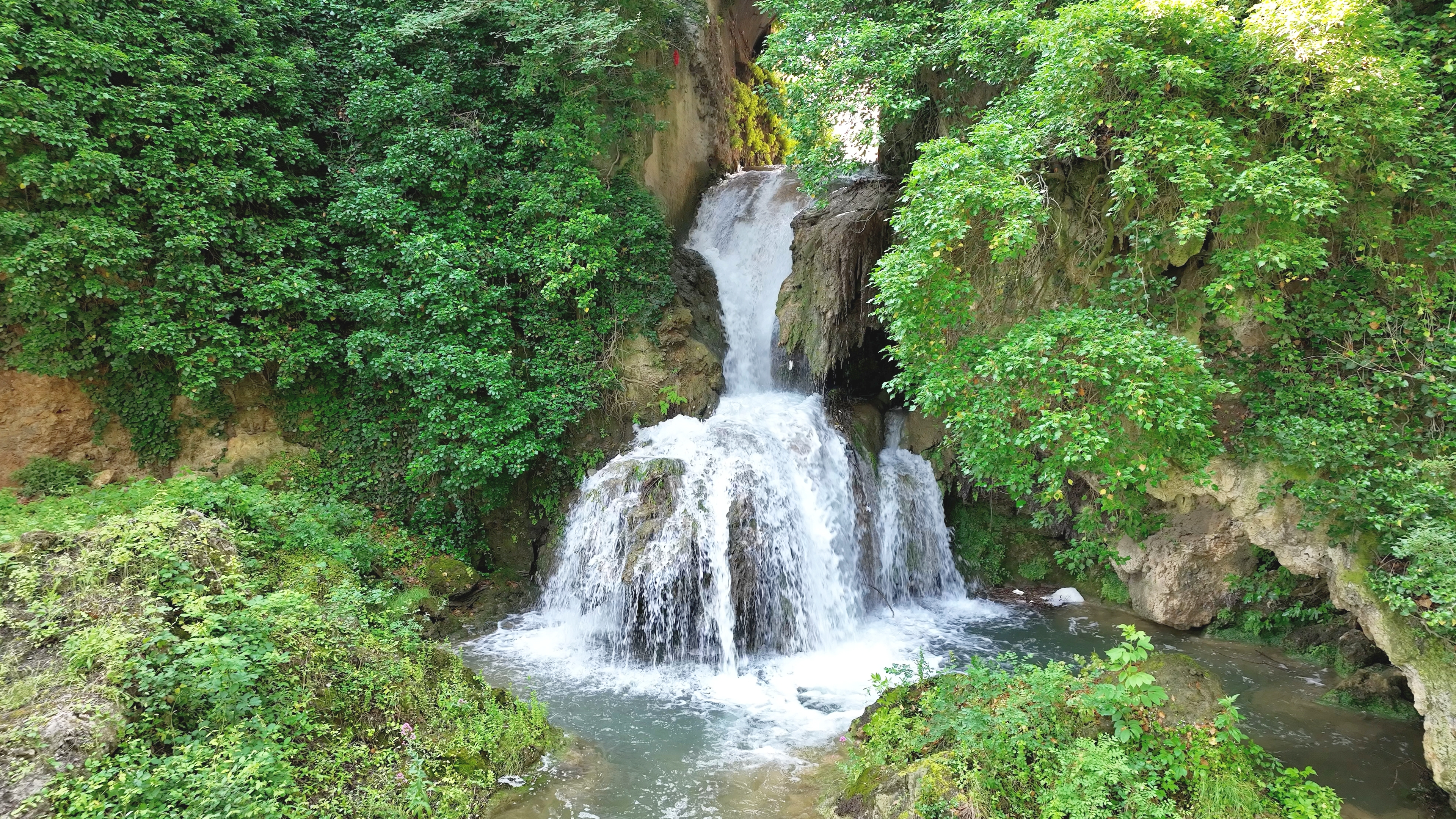
Cascade de l'Abéou, Saint-Paul-lez-Durance (2023)

Cours d'eau sur la commune ou à son aval :
- rivière de la Durance ;
- ruisseaux de l'Abéou.

### Climat
Pour des articles plus généraux, voir Climat de Provence-Alpes-Côte d'Azur et Climat des Bouches-du-Rhône.
En 2010, le climat de la commune est de type climat méditerranéen franc, selon une étude du Centre national de la recherche scientifique s'appuyant sur une série de données couvrant la période 1971-2000. En 2020, Météo-France publie une typologie des climats de la France métropolitaine dans laquelle la commune est exposée à un climat méditerranéen et est dans la région climatique  Provence, Languedoc-Roussillon, caractérisée par une pluviométrie faible en été, un très bon ensoleillement (2 600 h/an), un été chaud (21,5 °C), un air très sec en été, sec en toutes saisons, des vents forts (fréquence de 40 à 50 % de vents > 5 m/s) et peu de brouillards. 
Pour la période 1971-2000, la température annuelle moyenne est de 12,8 °C, avec une amplitude thermique annuelle de 16,7 °C. Le cumul annuel moyen de précipitations est de 748 mm, avec 5,9 jours de précipitations en janvier et 2,6 jours en juillet. Pour la période 1991-2020, la température moyenne annuelle observée sur la station météorologique de Météo-France la plus proche, « Vinon Sur Verdon », sur la commune de Vinon-sur-Verdon à 9 km à vol d'oiseau, est de 13,4 °C et le cumul annuel moyen de précipitations est de 607,5 mm. 
La température maximale relevée sur cette station est de 44,3 °C, atteinte le 28 juin 2019 ; la température minimale est de −13,5 °C, atteinte le 12 février 2012,,. 
Les paramètres climatiques de la commune ont été estimés pour le milieu du siècle (2041-2070) selon différents scénarios d'émission de gaz à effet de serre à partir des nouvelles projections climatiques de référence DRIAS-2020. Ils sont consultables sur un site dédié publié par Météo-France en novembre 2022.

## Urbanisme

### Typologie
Au 1er janvier 2024, Saint-Paul-lès-Durance est catégorisée bourg rural, selon la nouvelle grille communale de densité à 7 niveaux définie par l'Insee en 2022.
Elle est située hors unité urbaine. Par ailleurs la commune fait partie de l'aire d'attraction de Marseille - Aix-en-Provence, dont elle est une commune de la couronne,. Cette aire, qui regroupe 115 communes, est catégorisée dans les aires de 700 000 habitants ou plus (hors Paris),.

### Occupation des sols
L'occupation des sols de la commune, telle qu'elle ressort de la base de données européenne d’occupation biophysique des sols Corine Land Cover (CLC), est marquée par l'importance des forêts et milieux semi-naturels (76,2 % en 2018), en diminution par rapport à 1990 (83 %). La répartition détaillée en 2018 est la suivante : 
forêts (57,2 %), milieux à végétation arbustive et/ou herbacée (15,1 %), zones industrielles ou commerciales et réseaux de communication (12 %), espaces ouverts, sans ou avec peu de végétation (3,9 %), eaux continentales (3,9 %), terres arables (3,1 %), zones urbanisées (1,6 %), prairies (1,5 %), zones agricoles hétérogènes (1,1 %), mines, décharges et chantiers (0,6 %). L'évolution de l’occupation des sols de la commune et de ses infrastructures peut être observée sur les différentes représentations cartographiques du territoire : la carte de Cassini (XVIIIe siècle), la carte d'état-major (1820-1866) et les cartes ou photos aériennes de l'IGN pour la période actuelle (1950 à aujourd'hui).

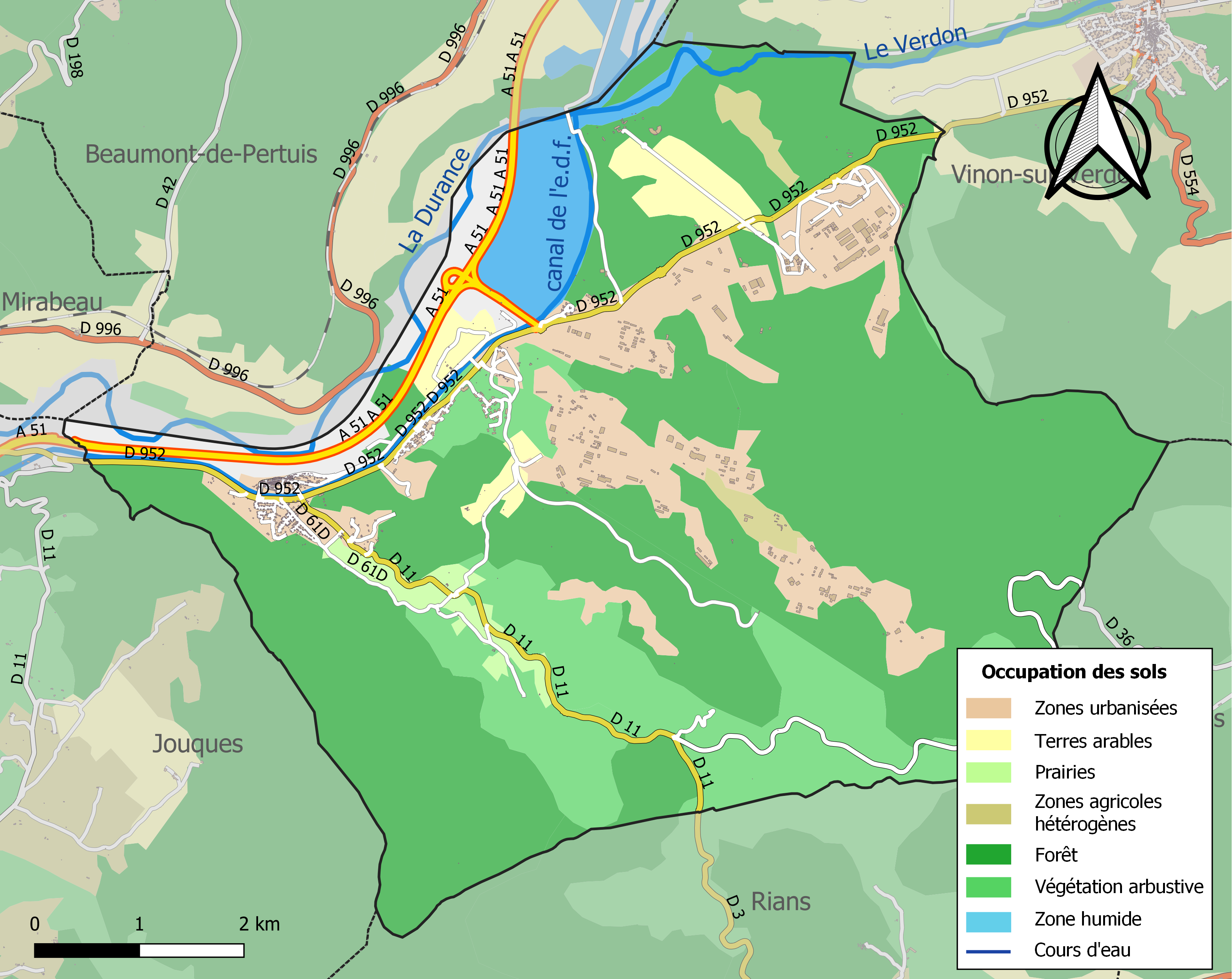
Carte des infrastructures et de l'occupation des sols de la commune en 2018 (CLC).

## Toponymie
Son nom en occitan est Sant Pau de Durença. À la Révolution française, la commune est appelée Saint-Paul-le-Fougassier (1791), en raison des deux besaces d'or présentes sur son blason et étant confondues avec des fougasses (pains au levain). Elle est brièvement appelée Port-de-Durance ou encore Paul-en-Durance durant la Terreur dans une volonté de supprimer toute appellation religieuse
.

## Histoire

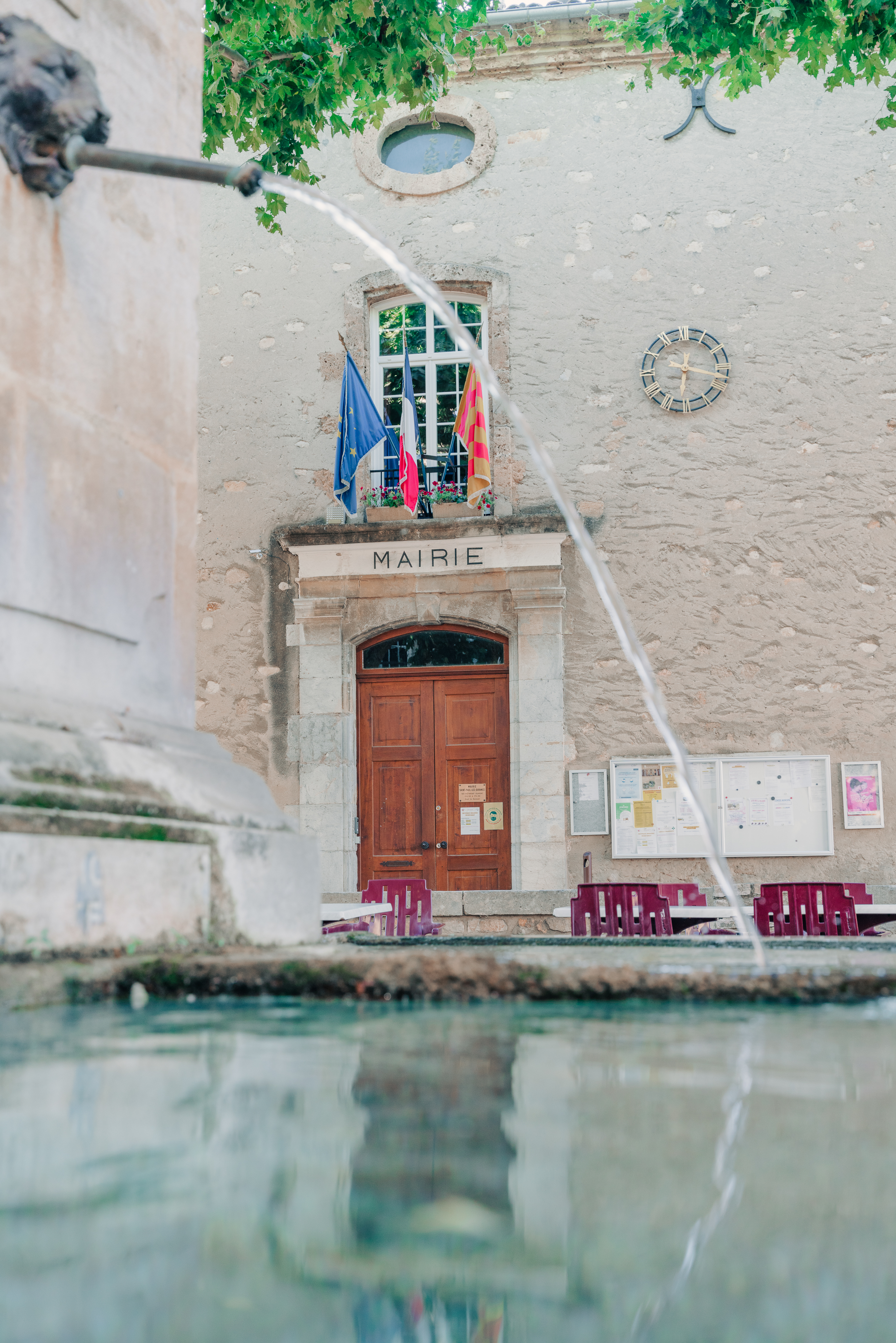
Mairie actuelle, château du XVIe

La localisation du petit village dans un méandre de la rivière Durance pourrait expliquer son origine remontant à l'époque romaine. En effet, il est envisageable qu'un port fluvial ait été établi à cet endroit pour faciliter le transport du bois depuis les Alpes jusqu'aux ports méditerranéens par flottaison. Cette situation offrait une protection contre les crues fréquentes de la rivière. 
Même aujourd'hui, quelques vestiges d'une villa romaine subsistent au lieu-dit "Saint-Martin", à proximité d'un ancien couvent, confirmant une occupation continue de la région. 
Parallèlement, un oppidum situé au lieu-dit "San Peyre" témoigne également de la présence humaine pendant le Haut Moyen Âge. Des ruines relativement bien préservées et une enceinte murale attestent de son existence. Il semble que la population ait graduellement migré des sommets des collines vers la vallée, en s'établissant au lieu-dit "Capelles", marqué par la présence de chapelles, avant de revenir à l'emplacement du port fluvial, site de l'actuel du village.
Longtemps la commune a reposé principalement sur l'agriculture. Des vestiges de charbonnières du siècle passé subsistent encore de nos jours, ainsi qu'un ancien moulin récemment rénové. Historiquement, l'ensemble des terres était partagé entre deux domaines celui du comte de Cadarache et celui du marquis de Saint-Paul avant d'être réunis à la Révolution pour former la commune. Le château des marquis, au cœur du village, accueille désormais la mairie.
Une motte castrale a été fouillée, au cœur du centre de Cadarache. La plate-forme sommitale faisait 11 m de diamètre, et le château disposait d'une basse-cour située à l'est de la motte principale. Elle date des Xe et XIe siècles.
Un bac permettant de traverser la Durance est attesté en 1195. Autre ressource tirée de la Durance : le péage-tonnage qui y était établi, et qui taxait les radeliers qui la descendaient. Au XIIe siècle, l'abbaye Saint-André de Villeneuve-lès-Avignon y a possédé cinq établissements religieux, percevant pour chacun d'entre eux les revenus qui y étaient attachés :
- dès la fin du XIe et jusqu'au XVe siècle, l’église paroissiale Saint-Pierre dans un village fortifié aujourd'hui abandonné, l’oppido Anemare, mais dont le toponyme Saint-Peyre a conservé la trace ;
- du XIIe siècle au XVe, l’église paroissiale Saint-Michel de Cadarache, au château de Cadarache ;
- du XIIe au début du XIVe siècle, les églises Sancti Capitis au domaine de Cadarache, actuellement en ruines, et l'église Sancti Martini Teoleto, également en ruines ;
- et aux XIIIe et XIVe siècles, l'église Saint-Paul d'Anemas, qui est élevée au rang d’église paroissiale.

André Pusole (?-av.1379), viguier de Grasse (1341), damoiseau, fut seigneur principal de Saint-Paul-les-Durance. Il laissa un fils, le chevalier Louis Perisole (?-1379) qui ne lui survécut pas.
Georges de Montemalo, noble, originaire de Coni (Piémont) fut seigneur de Cadarache. Le 20 août 1370, il obtint de la reine Jeanne exemption de l'albergue pour le village de Cadarache qu'il avait acheté peu de temps avant car ce lieu avait été dévasté par les guerres et les pestes. Il sembla avoir été un proche de la famille d'Agout puisqu'il fut le 18 mars 1368 procureur de l'ancien sénéchal Foulques d'Agout et en octobre 1381, procureur du sénéchal Foulques II d'Agout. Il prêta hommage à Marie de Blois entre août et octobre 1385.
Cette ancienne communauté de Cadarache dépeuplé à la fin du XIVe siècle, fut le fief des Valbelle du XVIIe siècle au XVIIIe siècle, à laquelle appartenait Omer de Valbelle (1729-1778), amant attitré de « La Clairon » (1723-1803), célèbre tragédienne.

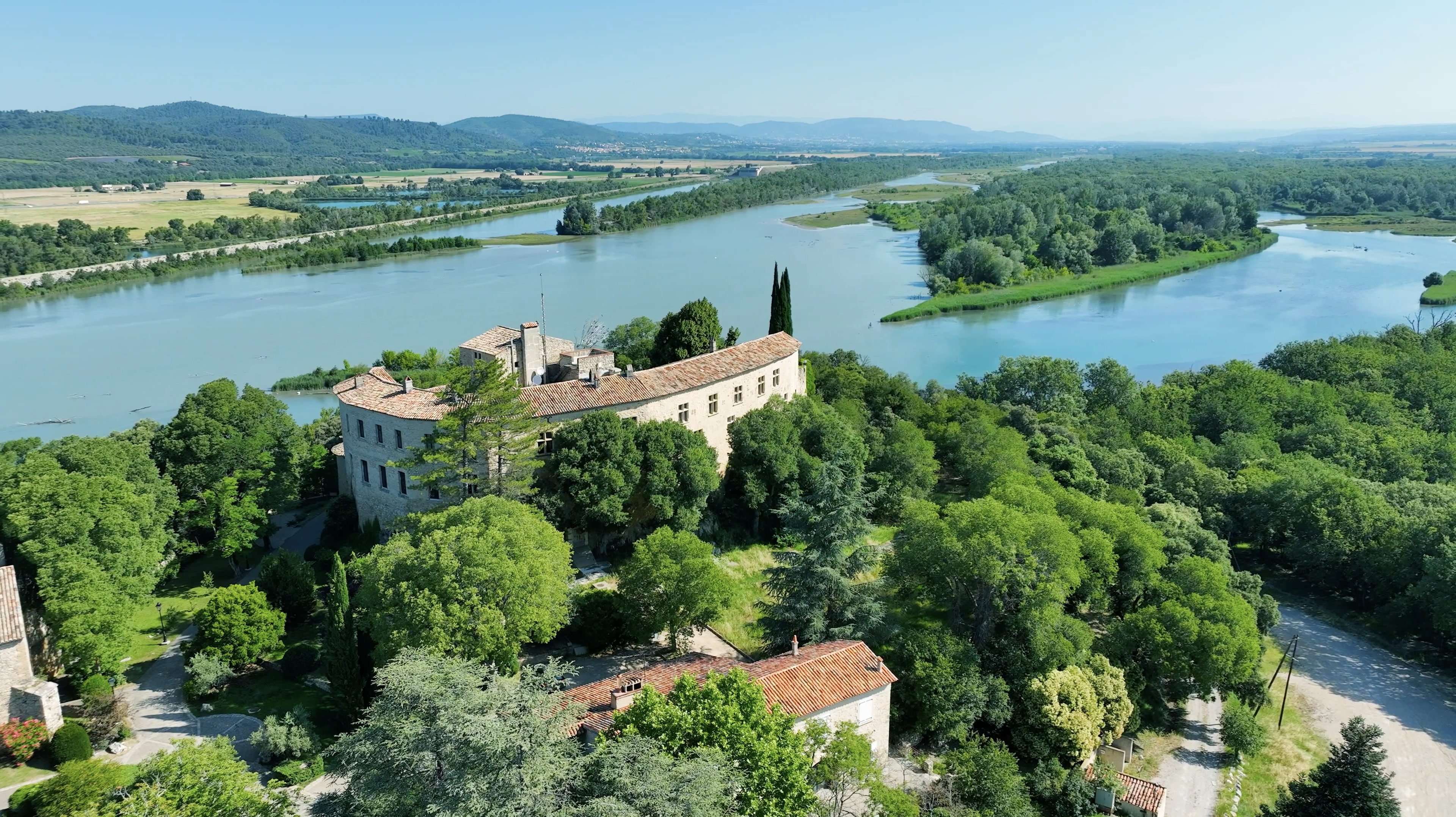
Château de Cadarache vue du ciel, surplombant la Durance et le Verdon.

Puis le domaine de Cadarache passa à la famille de Castellane, avec des personnalités marquantes comme Ernestine de Castellane (1788–1850), seconde épouse du ministre Joseph Fouché (1759-1820).

## Politique et administration

### Tendances politiques et résultats
La vie politique saint-paulaise est caractérisée par de rares oppositions électorales car une seule liste se présente habituellement. Ainsi en 1995, Roger Pizot (PS) est élu maire face à une liste adverse avec un score relativement serré. Il est réélu à la majorité absolue des suffrages au premier tour des élections municipales de 2001, 2008 puis 2014 au cours desquelles aucune opposition ne se manifeste.

Cependant l'année 2020 marque un tournant, car une liste d'opposition menée par André Gomez (SE) émerge et remporte les élections au premier tour avec 57,72 % des voix et près de 75% de votants. La volonté de renouvellement politique marque ces élections. 

### Administration municipale
Saint-Paul-lès-Durance est administrée par un conseil municipal de 15 membres. Le maire actuel est Romain Buchaut (SE), depuis le 13 septembre 2021, puisqu'un an après sa prise de fonction André Gomez (SE) annonce sa démission pour des raisons personnelles et de santé.
La commune étant membre de la Métropole Aix-Marseille-Provence, la population désigne au moment des élections municipales un conseiller métropolitain. Ce poste a jusqu'ici toujours été occupé par le Maire de la commune.

### Liste des maires
| Période                                  | Période   | Identité              | Étiquette | Qualité                  |
| ---------------------------------------- | --------- | --------------------- | --------- | ------------------------ |
| 1898                                     | 1908      | Paul Caillat          | SE        | Inconnue                 |
| 1908                                     | 1911      | Alvène Artaud         | SE        | Inconnue                 |
| 1911                                     | 1919      | Louis Sias            | SE        | Inconnue                 |
| décembre 1919                            | mai 1929  | Jean-Baptiste Reynaud | SE        | Inconnue                 |
| mai 1929                                 | mars 1965 | Paul Caillat          | SE        | Inconnue                 |
| mars 1965                                | mars 1971 | Max Lenient           | SE        | Agent du CEA             |
| mars 1971                                | mars 1977 | Gabriel Caillat       | SE        | Agriculteur              |
| mars 1977                                | juin 1995 | Eugène Reynaud        | SE        | Agriculteur              |
| juin 1995                                | mai 2020  | Roger Pizot           | PS        | Ouvrier à la retraite    |
| mai 2020                                 | août 2021 | André Gomez           | SE        | Commercial à la retraite |
| septembre 2021                           | En cours  | Romain Buchaut        | SE        | Ingénieur géographe      |
| Les données manquantes sont à compléter. |           |                       |           |                          |

### Jumelages
La commune de Saint-Paul-lès-Durance n'est jumelée à aucune municipalité étrangère. 

## Population et société

### Démographie
L'évolution du nombre d'habitants est connue à travers les recensements de la population effectués dans la commune depuis 1793. Pour les communes de moins de 10 000 habitants, une enquête de recensement portant sur toute la population est réalisée tous les cinq ans, les populations de référence des années intermédiaires étant quant à elles estimées par interpolation ou extrapolation. Pour la commune, le premier recensement exhaustif entrant dans le cadre du nouveau dispositif a été réalisé en 2005.

En 2022, la commune comptait 886 habitants, en évolution de +3,63 % par rapport à 2016 (Bouches-du-Rhône : +2,48 %, France hors Mayotte : +2,11 %).
| 1793 | 1800 | 1806 | 1821 | 1831 | 1836 | 1841 | 1846 | 1851 |
| ---- | ---- | ---- | ---- | ---- | ---- | ---- | ---- | ---- |
| 525  | 488  | 470  | 430  | 512  | 584  | 565  | 540  | 527  |

| 1856 | 1861 | 1866 | 1872 | 1876 | 1881 | 1886 | 1891 | 1896 |
| ---- | ---- | ---- | ---- | ---- | ---- | ---- | ---- | ---- |
| 542  | 540  | 467  | 453  | 419  | 382  | 394  | 339  | 342  |

| 1901 | 1906 | 1911 | 1921 | 1926 | 1931 | 1936 | 1946 | 1954 |
| ---- | ---- | ---- | ---- | ---- | ---- | ---- | ---- | ---- |
| 295  | 273  | 266  | 231  | 244  | 226  | 274  | 288  | 260  |

| 1962 | 1968 | 1975 | 1982 | 1990 | 1999 | 2005 | 2006 | 2010 |
| ---- | ---- | ---- | ---- | ---- | ---- | ---- | ---- | ---- |
| 866  | 503  | 463  | 461  | 643  | 789  | 928  | 956  | 985  |

| 2015 | 2020 | 2022 | - | - | - | - | - | - |
| ---- | ---- | ---- | - | - | - | - | - | - |
| 841  | 891  | 886  | - | - | - | - | - | - |

### Enseignement
La commune de Saint-Paul-lèz-Durance compte une école maternelle et primaire, appelée école Paul Caillat du nom d'un des anciens maires de la municipalité. 

### Cultes

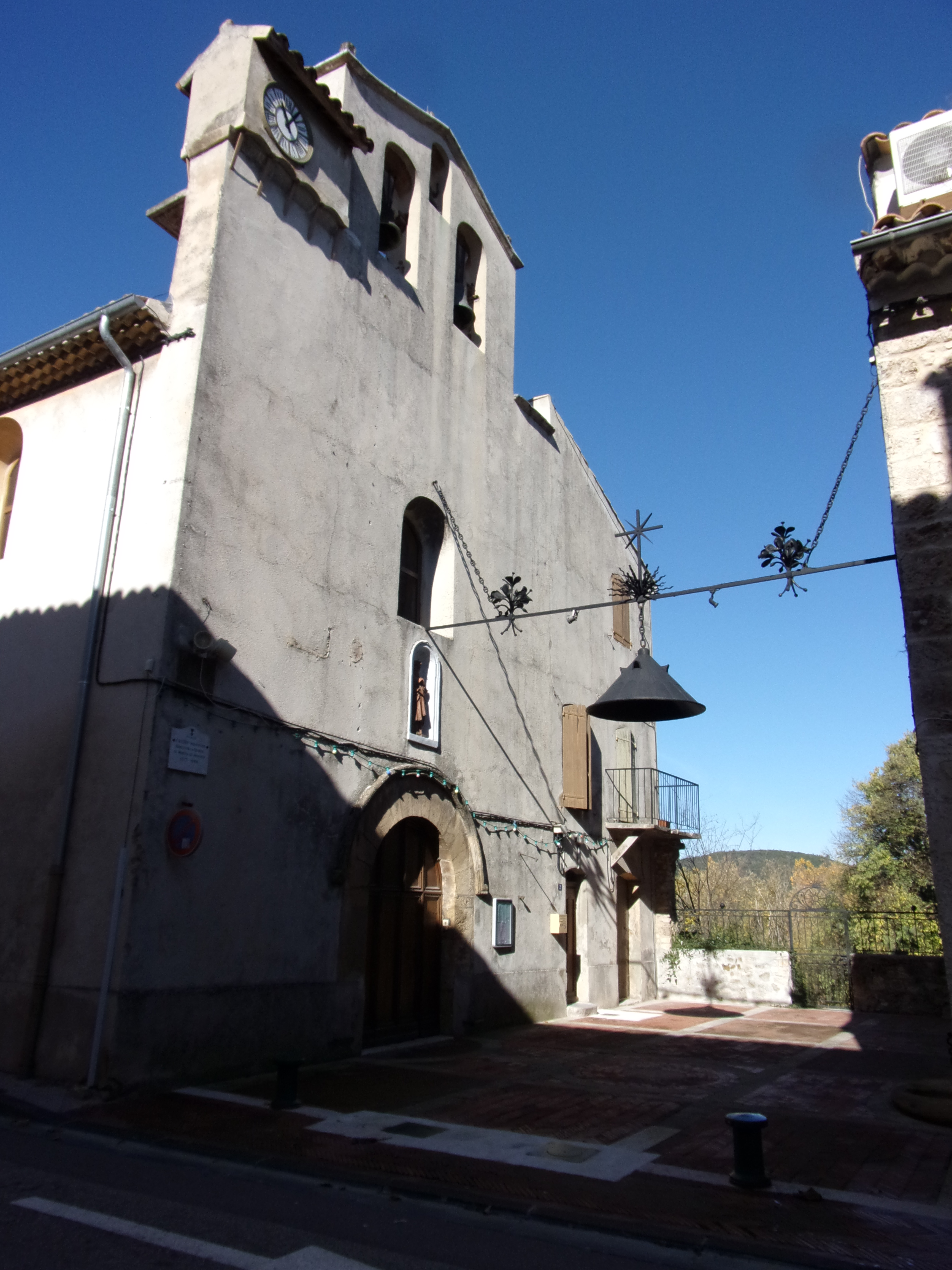
Église paroissiale Saint-Michel.

L'église catholique de Saint-Pierre-et-Paul de Saint-Paul-lès-Durance dépend de l'Archidiocèse d'Aix-en-Provence et Arles. D'architecture romane, elle a été rebâtie en 1704. Elle comporte un clocher-mur à 3 cloches, de tailles diverses et installées au XIXe siècle. Le patrimoine de l'église est remarquable avec un retable du XVIIème récemment rénové et une Vierge de Pitié du XVIème.

## Économie

### Revenus de la population et fiscalité
| Taxe                                                | Part communale | Part intercommunale | Part départementale | Part régionale |
| --------------------------------------------------- | -------------- | ------------------- | ------------------- | -------------- |
| Taxe d'habitation (TH)                              | 4,55 %         | 0,00 %              | 9,19 %              | 0,00 %         |
| Taxe foncière sur les propriétés bâties (TFPB)      | 10,65 %        | 0,00 %              | 10,85 %             | 2,36 %         |
| Taxe foncière sur les propriétés non bâties (TFPNB) | 18,98 %        | 0,00 %              | 9,80 %              | 8,85 %         |
| Taxe professionnelle (TP)                           | 0,00 %         | 19,00 %             | 7,08 %              | 3,84 %         |

La part régionale de la taxe d'habitation n'est pas applicable.
La taxe professionnelle est remplacée en 2010 par la cotisation foncière des entreprises (CFE) portant sur la valeur locative des biens immobiliers et par la contribution sur la valeur ajoutée des entreprises (CVAE) (les deux formant la contribution économique territoriale (CET) qui est un impôt local instauré par la loi de finances pour 2010).

### Entreprises et commerces

#### Secteur secondaire
- Centre d'études nucléaires de Cadarache

#### Secteur tertiaire
- Centre commercial Louis-Philibert.

## Culture locale et patrimoine

### Lieux et monuments
- Église paroissiale Saint-Michel ou Saints-Pierre-et-Paul de Saint-Paul-lès-Durance.
- Château de Cadarache, XVe siècle,  Inscrit MH (1925)[32].

### Tokamak ITER
Le réacteur de fusion tokamak ITER  se trouve dans la commune de Saint-Paul-lès-Durance. Le site est un des sites sous contrôle du CEA. Il emploie plusieurs milliers de personnes et représente un important pôle économique pour la Provence.

### Héraldique
| Armes de Saint-Paul-lès-Durance | Les armes peuvent se blasonner ainsi : Tranché : au 1er de gueules à un bouc rampant d'argent surmonté d'une fleur de lys d'or, au 2e de sable à six faux renversées d'or posées 1, 2 et 3, une barre d'argent chargée d'un atome de sable brochant sur le tout. |